# Natale Nobili
Natale Nobili detto Lino (Carate Brianza, 19 agosto 1935 – Alessandria, 10 luglio 2021) è stato un calciatore e allenatore di calcio italiano, di ruolo portiere.

## Biografia
Studente di medicina, intraprese l'attività di calciatore a livello dilettantistico giocando col Corbetta, in IV Serie. Durante una partita della sua squadra, nel 1957, fu notato dall'allenatore della Novese Luigi Vitto, che volle segnalarlo all'osservatore dell'Alessandria Andrea Viviano; la società grigia lo acquistò per 5 milioni, anticipando il Como.
Giocò in Serie A e B per diverse stagioni, per poi stabilirsi definitivamente ad Alessandria, dove sposò una ragazza del luogo e gestì un'azienda di confezioni. Parallelamente all'attività imprenditoriale, dopo l'abbandono del calcio giocato, allenò diverse squadre nelle serie dilettantistiche.

## Caratteristiche tecniche

### Giocatore
Il giornalista Ugo Boccassi lo inserì nel novero dei portieri dell'Alessandria anni Sessanta, definiti non «dei fuoriclasse», ma «elementi di sicuro rendimento»; lo descrisse caratterialmente «nervoso», ricordandolo «acrobatico nelle uscite» e «temuto dagli attaccanti per il suo fisico imponente»; secondo Marcello Marcellini, pur avendo il potenziale per giocare ad alti livelli, la sua carriera fu condizionata da un infortunio ad un ginocchio.

## Carriera

### Giocatore

#### Il passaggio dalla IV Serie alla A
Si fece notare nel corso della stagione 1956-1957 col Corbetta, in IV Serie. Venne acquistato dall'Alessandria, neopromossa in Serie A nel 1957-1958; partito come terzo portiere, si ritrovò titolare alla terza giornata, a causa di un infortunio occorso al titolare Ideo Stefani e dell'indisponibilità del secondo Pacifico Cuman, trattenuto a Bologna da doveri di leva. Debuttò nella gara contro i campioni uscenti del Milan, il 22 settembre 1957; la gara si concluse 0-0, e Nobili ricevette i complimenti dell'allenatore rossonero Giuseppe Viani.
Stimato dall'allenatore grigio Franco Pedroni, iniziò a venire schierato con regolarità e «seppe mettersi in luce nell'Alessandria come un portiere di grande avvenire e di sicuro rendimento». Durante la gara di San Siro del 9 febbraio 1958, ancora contro il Milan, patì un grave infortunio al ginocchio che lo costrinse a chiudere anticipatamente la stagione e ad un lungo periodo di convalescenza.

La SPAL quinta in Serie A nel 1959-1960: Nobili è in piedi, in maglia nera.

#### Le esperienze successive
Nella stagione 1958-1959 venne ingaggiato dall'Inter come terzo portiere; fu schierato unicamente in due gare di Coppa delle Fiere contro il Lione. Acquistato dalla SPAL per sette milioni di lire, tornò a giocare in Serie A il 20 settembre 1959 (Napoli-SPAL 0-3), a un anno e mezzo dall'incidente al ginocchio. Alternandosi a Lidio Maietti concorse alla conquista del quinto posto, miglior piazzamento in assoluto della squadra ferrarese nella massima categoria.
Nel 1960 rifiutò il trasferimento al Bari, preferendo far ritorno in Piemonte per motivi familiari e di lavoro; accettò dunque la chiamata di Pedroni, diventato allenatore della Pro Vercelli, e difese la porta dei bianchi per due stagioni, per poi tornare ad Alessandria, in Serie B, nel 1962, quando sembrava ormai intenzionato ad abbandonare il calcio.
Al 37' della prima gara di campionato contro la Lazio, Nobili si scontrò in area con l'attaccante biancoceleste Bernasconi; l'arbitro assegnò il calcio di rigore mentre il portiere rimase a terra, privo di sensi, per diversi minuti. Ripresosi, parò la massima punizione a Longoni. Militò tra i grigi per altre quattro stagioni, sempre tra i cadetti, giocando titolare in 148 gare su 152 e offrendo buone prestazioni, che gli valsero anche una convocazione nella Nazionale di Serie B nel 1963. Chiuse la carriera al Livorno, come riserva, nella stagione 1966-1967.
Ha totalizzato complessivamente 37 presenze in Serie A e 149 in B.

### Allenatore
Considerò la carriera di allenatore secondaria rispetto a quella d'industriale tessile, pur essendo ricordato per la «passionalità» e per il «vivere spasmodicamente la partita»; dichiarò in un'intervista a La Stampa nel 1979: «Per me l'attività di allenatore è concepita unicamente a livello di hobby. Conduco ad Alessandria con i miei familiari un'azienda di confezioni che m'impegna parecchio, ed è per questo che ho sempre rinunciato alle offerte che mi sono giunte da importanti società». Nella stessa occasione raccontò di aver «esordito nel 1970 alla guida del Mortara che militava in Promozione» per passare poi alla Medese, con cui raggiunse la Quarta Serie partendo dalla Terza Categoria, e alla Caratese (secondo altre fonti l'esperienza coi rossoneri sarebbe iniziata nel 1969, e durata fino al 1974).
Allenò poi in Serie D la Vogherese e la Novese, nella stagione 1979-1980, subentrando a campionato in corso al dimissionario Piero Trapanelli, non riuscendo ad ottenere la salvezza. Allenò poi per due positive stagioni la Pro Vercelli, guadagnando il consenso del pubblico e del presidente Celoria, ma dimettendosi poi al termine della stagione 1981-1982 per divergenze con altri componenti della società; allenò infine il Borgomanero, per due campionati, venendo esonerato nell'aprile 1984 con la squadra destinata alla retrocessione.

## Statistiche

### Presenze e reti nei club
| Stagione            | Squadra             | Campionato          | Campionato | Campionato | Coppe nazionali | Coppe nazionali | Coppe nazionali | Coppe internazionali | Coppe internazionali | Coppe internazionali | Totale | Totale |
| Stagione            | Squadra             | Comp                | Pres       | Reti       | Comp            | Pres            | Reti            | Comp                 | Pres                 | Reti                 | Pres   | Reti   |
| ------------------- | ------------------- | ------------------- | ---------- | ---------- | --------------- | --------------- | --------------- | -------------------- | -------------------- | -------------------- | ------ | ------ |
| 1956-1957           | Corbetta            | IV                  | ?          | ?          | –               | –               | –               | –                    | –                    | –                    | ?      | ?      |
| 1957-1958           | Alessandria         | A                   | 15         | -15        | CI              | 0               | 0               | –                    | –                    | –                    | 15     | -15    |
| 1958-1959           | Inter               | A                   | 0          | 0          | CI              | 0               | 0               | CF                   | 2                    | -1                   | 2      | -1     |
| 1959-1960           | SPAL                | A                   | 22         | -27        | CI              | ?               | ?               | –                    | –                    | –                    | 22+    | -27+   |
| 1960-1961           | Pro Vercelli        | C                   | 20         | -?         | –               | –               | –               | –                    | –                    | –                    | 20     | -?     |
| 1961-1962           | Pro Vercelli        | C                   | 11         | -?         | –               | –               | –               | –                    | –                    | –                    | 11     | -?     |
| Totale Pro Vercelli | Totale Pro Vercelli | Totale Pro Vercelli | 31         | -?         | –               | –               | –               | –                    | –                    | –                    | 31     | -?     |
| 1962-1963           | Alessandria         | B                   | 37         | -31        | CI              | 1               | -5              | –                    | –                    | –                    | 38     | -36    |
| 1963-1964           | Alessandria         | B                   | 38         | -48        | CI              | 2               | -1              | –                    | –                    | –                    | 40     | -49    |
| 1964-1965           | Alessandria         | B                   | 37         | -40        | CI              | 1               | -2              | –                    | –                    | –                    | 38     | -42    |
| 1965-1966           | Alessandria         | B                   | 36         | -35        | CI              | 1               | -2              | –                    | –                    | –                    | 37     | -37    |
| Totale Alessandria  | Totale Alessandria  | Totale Alessandria  | 163        | -169       | –               | 5               | -10             | –                    | –                    | –                    | 168    | -179   |
| 1966-1967           | Livorno             | B                   | 1          | 0          | CI              | 0               | 0               | –                    | –                    | –                    | 1      | 0      |
| Totale carriera     | Totale carriera     | Totale carriera     | 217+       | -?         | –               | 5               | -10             | –                    | 2                    | -1                   | 224+   | -?     |

### Carriera da allenatore
| Stagione            | Squadra             | Campionato          | Campionato | Campionato | Campionato | Campionato | Coppe nazionali | Coppe nazionali | Coppe nazionali | Coppe nazionali | Coppe nazionali | Totale | Totale | Totale | Totale | Vittorie % |
| Stagione            | Squadra             | Comp                | G          | V          | N          | P          | Comp            | G               | V               | N               | P               | G      | V      | N      | P      | %          |
| ------------------- | ------------------- | ------------------- | ---------- | ---------- | ---------- | ---------- | --------------- | --------------- | --------------- | --------------- | --------------- | ------ | ------ | ------ | ------ | ---------- |
| 1978-1979           | Vogherese           | D                   | 34         | 10         | 14         | 10         | –               | –               | –               | –               | –               | 34     | 10     | 14     | 10     | 29,41      |
| 1979-1980           | Novese              | D                   | 26         | 6          | 12         | 8          | –               | –               | –               | –               | –               | 26     | 6      | 12     | 8      | 23,08      |
| 1980-1981           | Pro Vercelli        | D                   | 34         | 13         | 9          | 12         | –               | –               | –               | –               | –               | 34     | 13     | 9      | 12     | 38,23      |
| 1981-1982           | Pro Vercelli        | Int.                | 30         | 15         | 9          | 6          | –               | –               | –               | –               | –               | 30     | 15     | 9      | 6      | 50,00      |
| Totale Pro Vercelli | Totale Pro Vercelli | Totale Pro Vercelli | 64         | 28         | 18         | 18         | –               | –               | –               | –               | –               | 82     | 33     | 18     | 31     | 43,75      |
| 1982-1983           | Borgomanero         | Int.                | 30         | 9          | 14         | 7          | –               | –               | –               | –               | –               | 30     | 9      | 14     | 7      | 30,00      |
| 1983-1984           | Borgomanero         | Int.                | 27         | 4          | 10         | 13         | –               | –               | –               | –               | –               | 27     | 4      | 10     | 13     | 14,81      |
| Totale Borgomanero  | Totale Borgomanero  | Totale Borgomanero  | 57         | 13         | 24         | 20         | –               | –               | –               | –               | –               | 57     | 13     | 24     | 20     | 22,81      |
| Totale carriera     | Totale carriera     | Totale carriera     | 181        | 57         | 68         | 56         | –               | –               | –               | –               | –               | 181    | 57     | 68     | 56     | 31,49      |

## Palmarès

### Allenatore

#### Competizioni regionali
- Promozione: 1

Caratese: 1974-1975